# Stubberup Sogn
Stubberup Sogn er et sogn i Kerteminde-Nyborg Provsti (Fyens Stift).
I 1800-tallet var Stubberup Sogn anneks til Dalby Sogn. Begge sogne hørte til Bjerge Herred i Odense Amt. Dalby-Stubberup sognekommune blev senere delt, så hvert sogn dannede sin egen sognekommune. Ved kommunalreformen i 1970 blev både Dalby og Stubberup indlemmet i Kerteminde Kommune.
I Stubberup Sogn ligger Stubberup Kirke.
I sognet findes følgende autoriserede stednavne:
- Bogensø (bebyggelse, ejerlav)
- Bogø (areal)
- Brockdorff (bebyggelse, ejerlav, landbrugsejendom)
- Egense (bebyggelse, ejerlav)
- Enø (areal)
- Fyns Hoved (areal)
- Knurrehave (bebyggelse)
- Korshavn (bebyggelse)
- Langø (areal, bebyggelse, ejerlav)
- Langø Hoved (areal)
- Martofte (bebyggelse, ejerlav)
- Mejlø (areal)
- Nordskov (bebyggelse, ejerlav)
- Noret (areal)
- Sabbesborg Klint (areal)
- Scheelenborg (ejerlav, landbrugsejendom)
- Skrallehave (bebyggelse)
- Snave (bebyggelse, ejerlav)
- Sofienlund (bebyggelse)
- Stubberup (bebyggelse, ejerlav)
- Tornen (areal)
- Vejlø (areal)
- Vejlø Kalv (areal)